# 弗沃茨瓦韋克縣

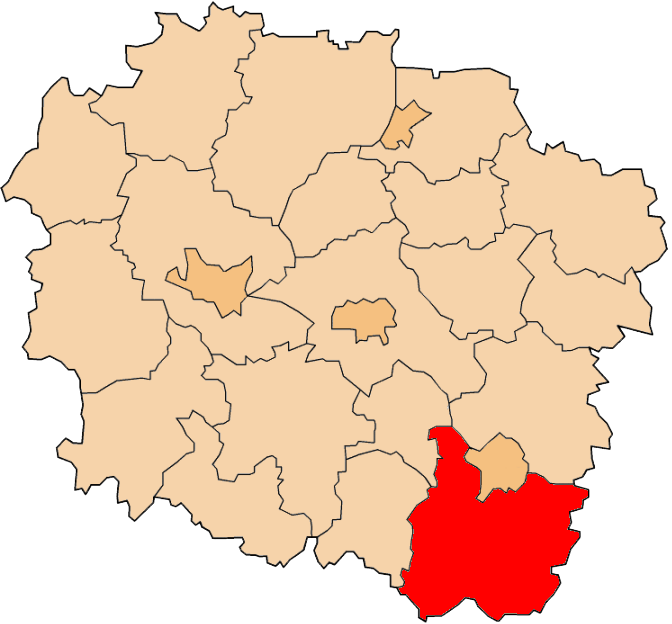

52°39′N 19°3′E / 52.650°N 19.050°E
弗沃茨瓦韋克縣（波蘭語：Powiat włocławski），是波蘭的縣份，位於該國中北部，由庫亞維-波美拉尼亞省負責管轄，首府設於弗沃茨瓦韋克，面積1,472平方公里，2006年人口85,339，人口密度每平方公里58人。